# Galumna coloradensis
Galumna coloradensis är en kvalsterart som först beskrevs av Arthur P. Jacot 1929.  Galumna coloradensis ingår i släktet Galumna och familjen Galumnidae. Inga underarter finns listade i Catalogue of Life.